# 塩野六角古墳
塩野六角古墳（しおのろっかくこふん、塩野六角墳）は、兵庫県姫路市安富町塩野にある古墳。形状は六角墳。兵庫県指定史跡に指定されている。
本項目では塩野六角古墳の南東にある塩野古墳（兵庫県指定史跡：附指定）についても解説する。

## 概要
兵庫県南部、林田川右岸の丘陵山腹に築造された古墳である。1990-1991年（平成2-3年）に発掘調査が実施されている。
墳形は六角形で、一辺約4メートル（3.8-4.4メートル）・対辺長約7メートル（6.8-7
3メートル）を測る。墳丘は版築でなく通常の盛土による。墳丘周囲のうち前面には外護列石が巡らされる（背面に列石はないが稜角に石が置かれる）ほか、墳丘背面には幅1.3-1.9メートルの周溝が巡らされる。埋葬施設は無袖式の横穴式石室で、六角形の角の位置において南方向に開口する。石室の規模は、全長4.4メートル・開口部幅1.1メートル・奥壁幅0.8メートル・高さ1.3メートルを測る。開口部には扁平な石を置き、奥壁部には角礫5個（棺台と推定）を置く。副葬品は極めて少なく、須恵器（長頸壺・坏）のみが検出されており、いずれも棺上に置かれたと見られる。
この塩野六角古墳は、古墳時代終末期の7世紀後半頃と推定される。被葬者は明らかでないが、林田川沿いの平野部を治めた人物の墓と推測され、特に『播磨国風土記』・平城宮跡出土木簡から山部氏と想定する説が挙げられている。多角形墳は道教・仏教思想に由来するといわれ、特に古代の天皇陵にも採用された八角墳が多く知られる。それに対して六角墳は本古墳が全国で初めての確認例であり、現在ではほかにマルコ山古墳（奈良県高市郡明日香村）・奥池3号墳（岡山県岡山市）のみで確認されているとする説があるが、真崎1号墳（茨城県東海村）や杉山A号墳（長野県千曲市）も六角墳とされる。
古墳域は1995年（平成7年）に兵庫県指定史跡に指定されている。

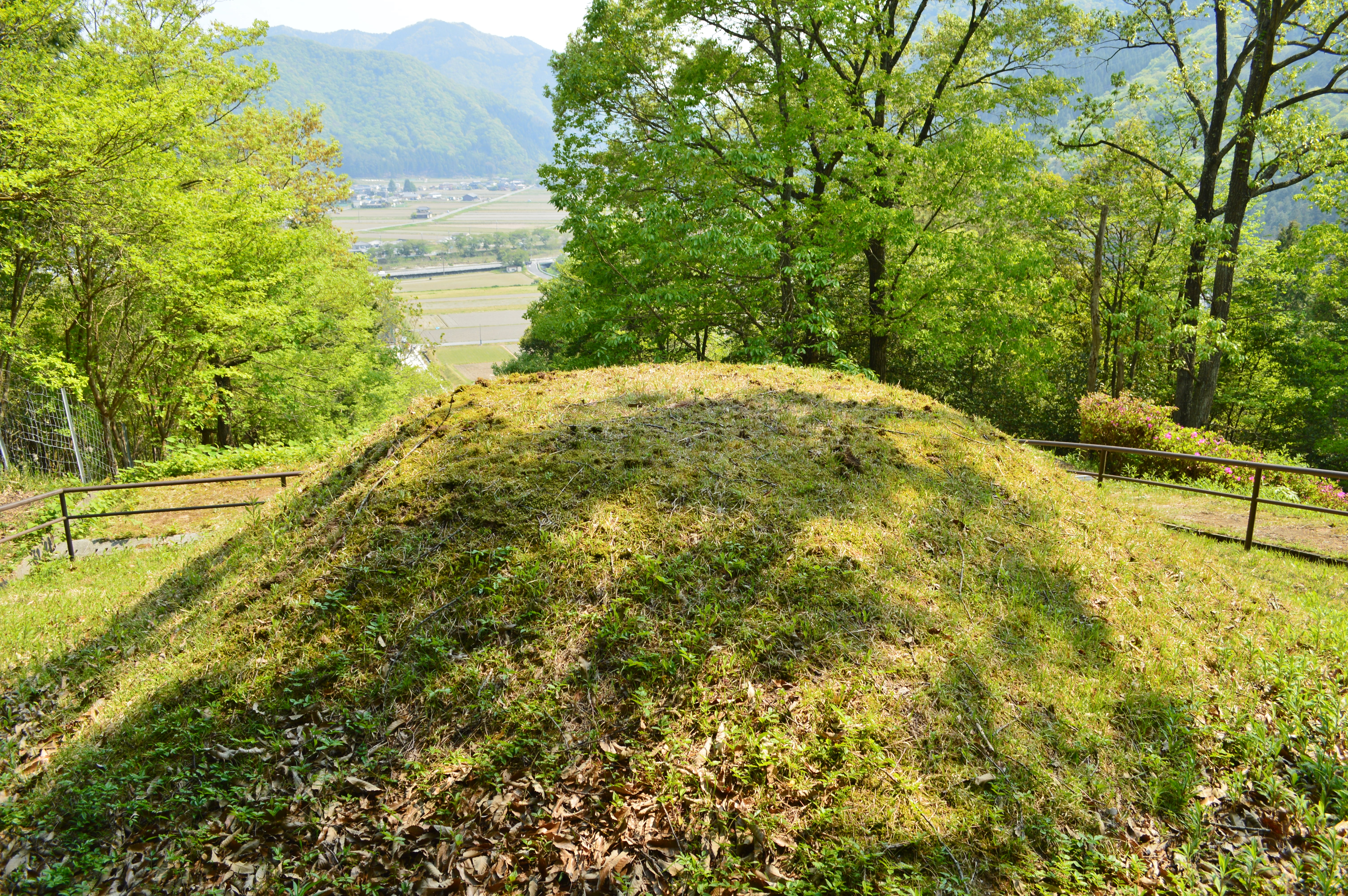
墳丘背面 奥に平野部を望む。
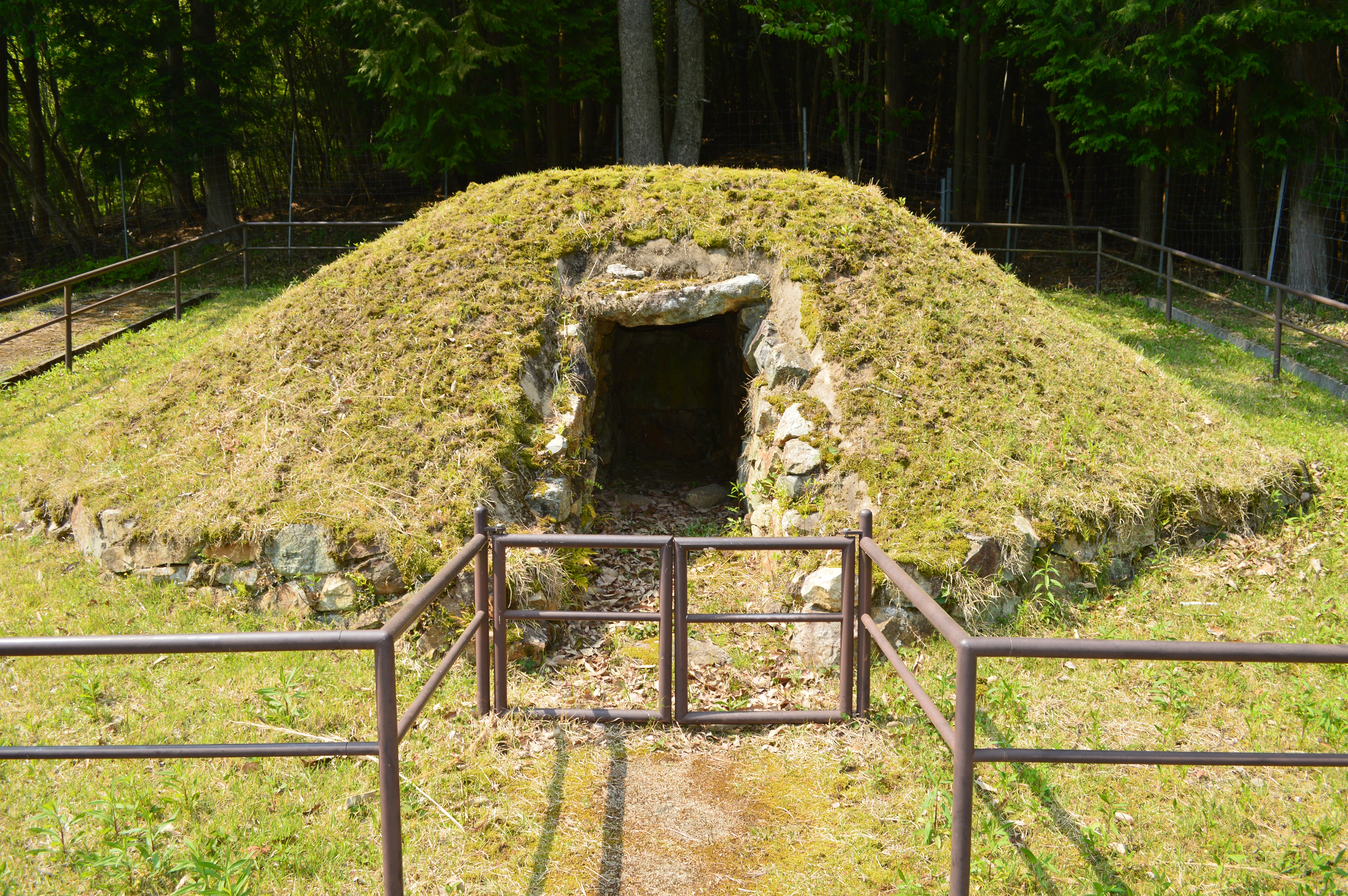
石室開口部
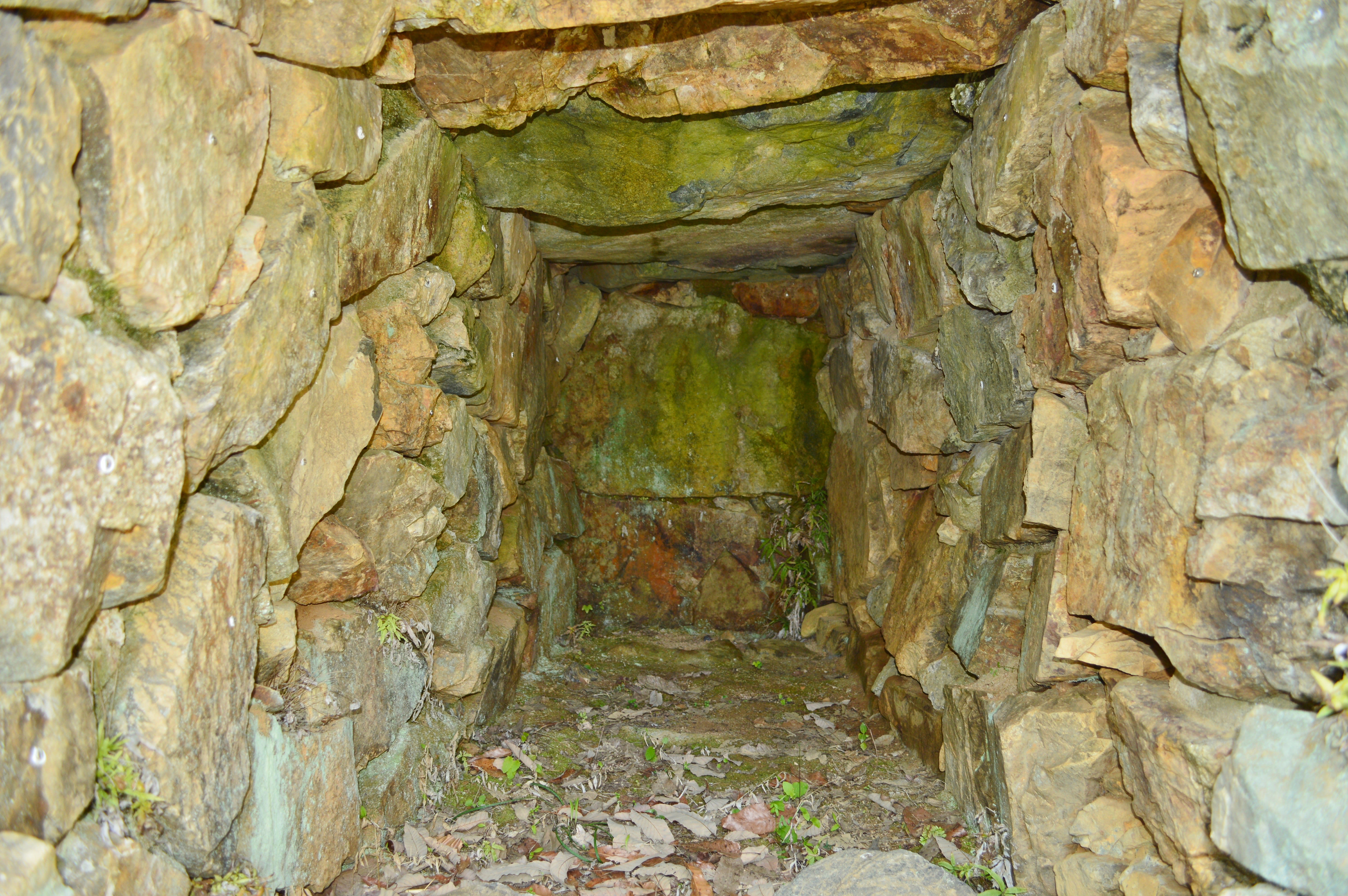
石室内部（奥壁方向）
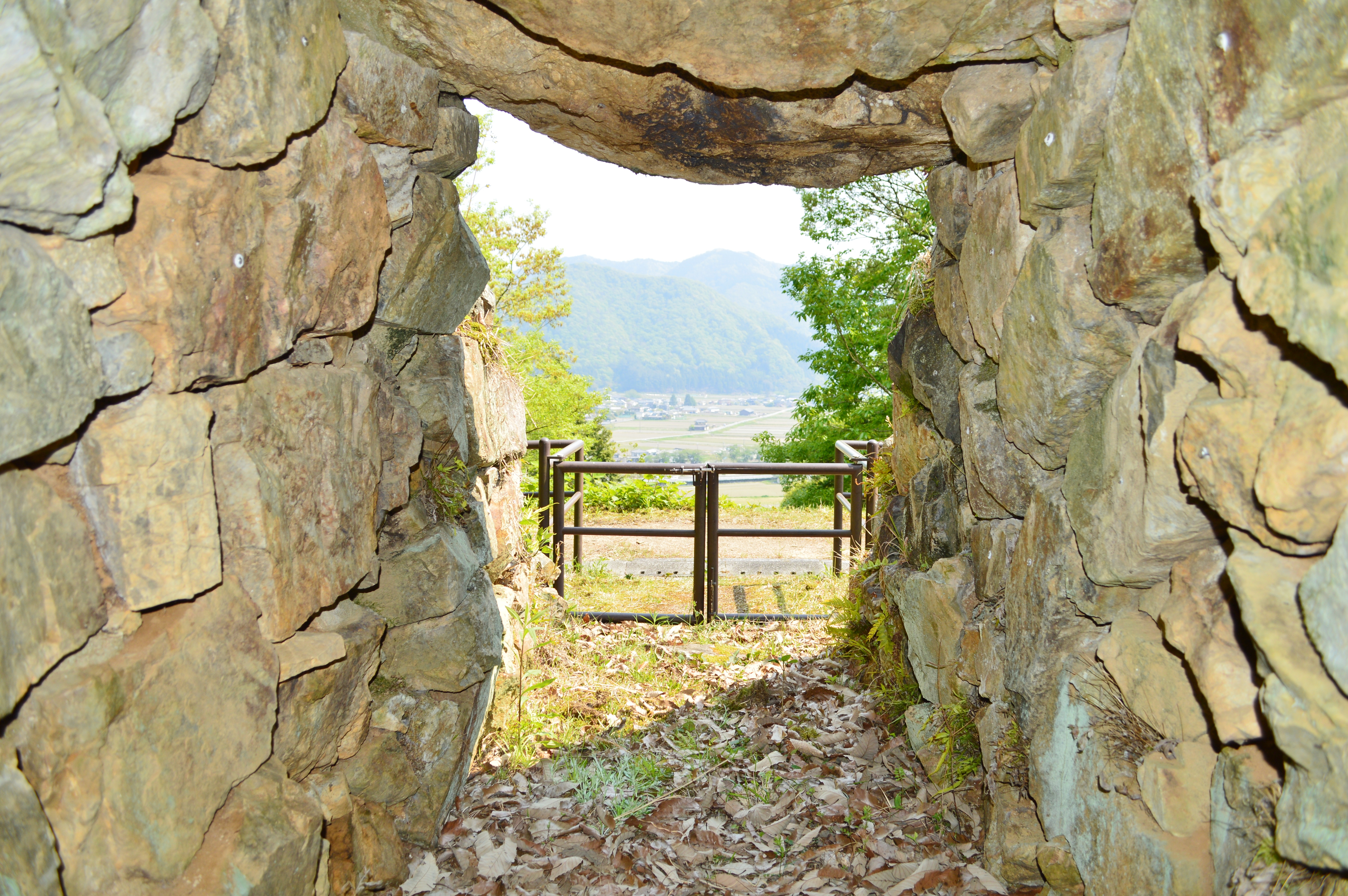
石室内部（開口部方向）

## 塩野古墳
塩野古墳（しおのこふん）は、塩野六角古墳の南東にある古墳。形状は円墳。兵庫県指定史跡に指定されている（史跡「塩野六角古墳 附 塩野古墳」のうち）。
墳形は円形で、直径7メートルを測る。墳丘北側には周溝が巡らされる。埋葬施設は無袖式の横穴式石室で、南方向に開口する。玄室と羨道とでは20-30センチメートルの段差があるほか、玄室には大きい石材、羨道には小さい石材が使用されるという、玄室と羨道の明確な区別が認められる。また羨道の基底石の上に玄室の基底石が乗ることから、先に羨道が構築されるという珍しい例になる。

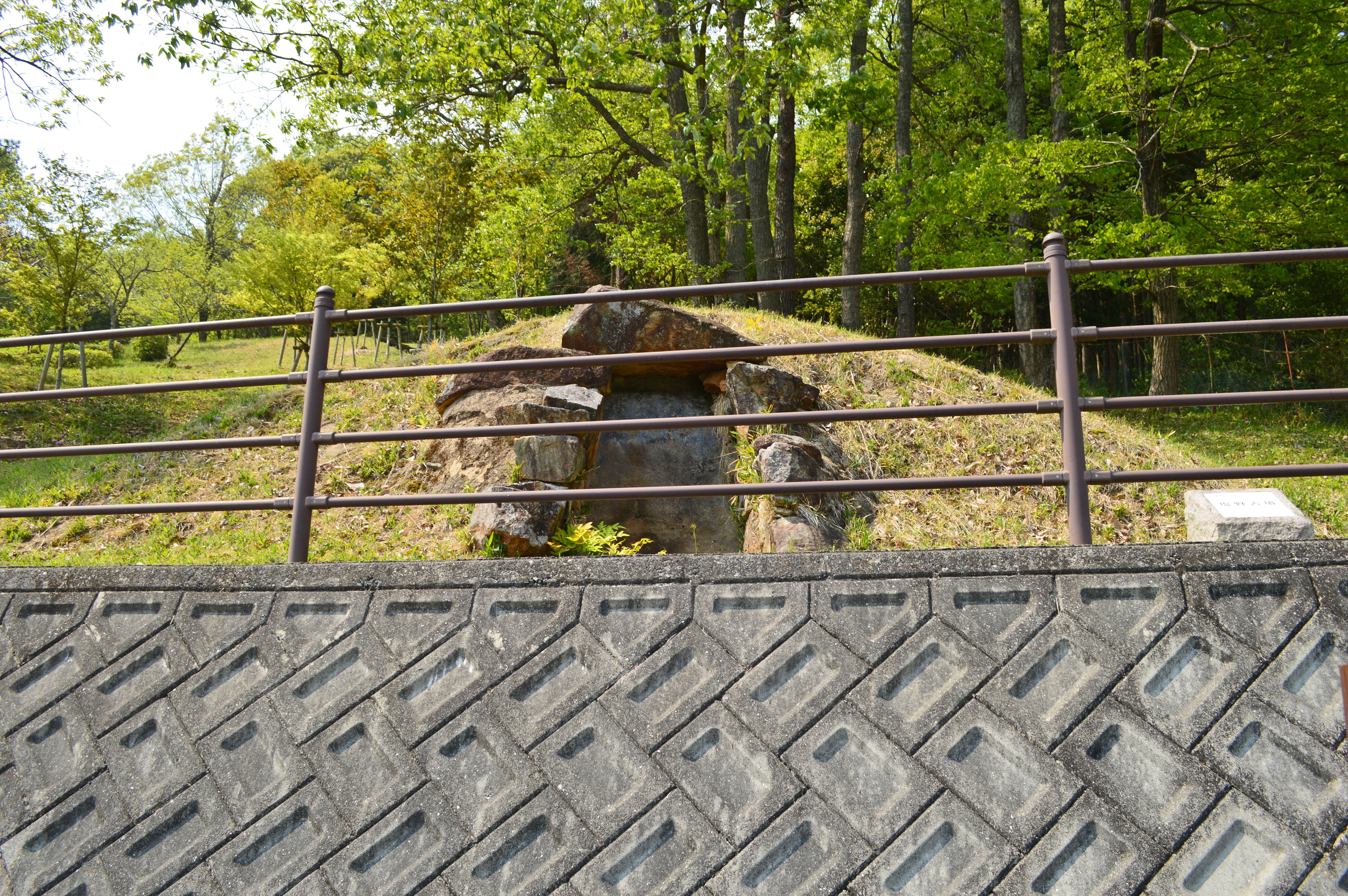
石室開口部

## 文化財

### 兵庫県指定文化財
- 史跡
  - 塩野六角古墳 附 塩野古墳 - 1995年（平成7年）3月28日指定[3]。

## 関連文献
（記事執筆に使用していない関連文献）
- 『塩野六角古墳（安富町文化財調査報告2）』安富町教育委員会、1994年。
- 『姫路市史 第1巻 下（本編 考古）』姫路市、2013年。
- 『姫路市史 第7巻 下（資料編 考古）』姫路市、2010年。